# Stadio Torrero
Lo stadio Torrero (in spagnolo estadio de Torrero) è stato uno stadio di calcio situato a Saragozza, in Spagna. Fu inaugurato il 7 ottobre del 1923 con la partita tra Iberia e Osasuna, con la vittoria ospite per 4-1. Nel 1927, con una capacità di 8 000 spettatori, ospitò la finale di Coppa del Re. Nel 1932 divenne lo stadio del Real Saragozza, che lo utilizzò fino al 1957, anno in cui fu inaugurato l'Estadio de La Romareda.
I lavori di demolizione iniziarono negli anni '70 e terminarono nel 1986.